# IJssel olandese
Hollandse IJssel (detto anche Hollandsche Ĳssel, in italiano IJssel Olandese, per distinguerlo dall'IJssel della Gheldria) è un ramo del delta del Reno che scorre verso ovest da Nieuwegein sul fiume Lek attraverso IJsselstein, Gouda e Capelle aan den IJssel verso Krimpen aan den IJssel, dove termina nel Nieuwe Maas. Un altro ramo, chiamato Enge IJssel ("Ijssel Stretto"), scorre verso sud-ovest da Nieuwegein. Il nome IJssel si pensa derivi dal germanico i sala, che significa "acqua scura". In origine, l'Hollandse IJssel si biforcava dal fiume Lek a Nieuwegein, ma il collegamento fu interrotto con l'Hollandse IJssel che attualmente fornisce i pascoli circostanti.
La prima parte delle costruzioni per la protezione dal mare, in nederlandese Deltawerken, fu costruita alla foce del Hollandse IJssel nel 1957.

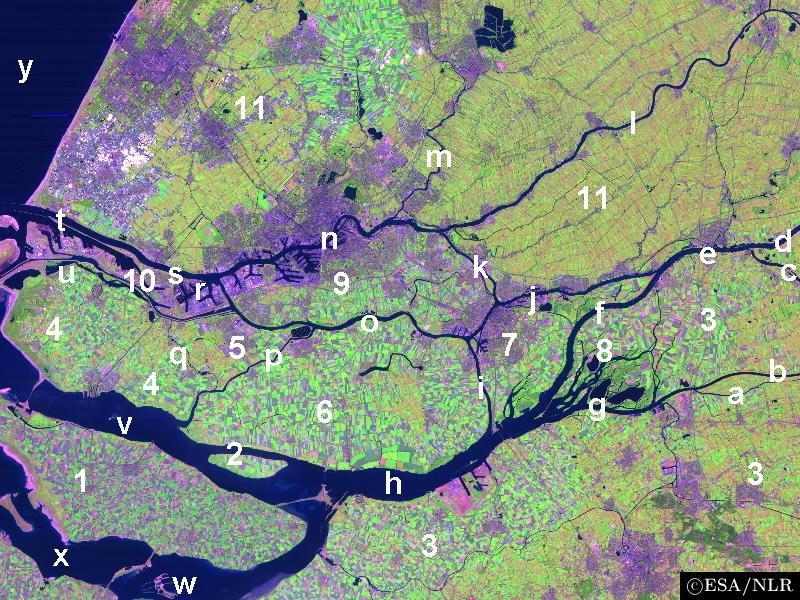
Immagine satellitare della parte nord-occidentale del delta del Reno-Mosa che mostra il prolungamento del fiume Hollandse IJssel